# 吴新谋
吴新谋（1910年—1989年），男，江苏江阴人，中国数学家，中国科学院数学研究所研究员，曾任中国数学会常务理事。